# Callum Davidson
Callum Ian Davidson (Stirling, 25 giugno 1976) è un allenatore di calcio ed ex calciatore scozzese, di ruolo difensore, tecnico del Queen's Park.

## Carriera

### Giocatore

#### Club
Davidson capitana la squadra della Dunblane High School dal 1988 al 1994, anno in cui viene selezionato dagli osservatori del St. Johnstone. Giocherà con la squadra scozzese dal 1994 al 1998, quando passa al Blackburn, con cui rimarrà per due anni. Nel luglio 2000 Davidson si trasferisce al Leicester City per £2.75m, con cui otterrà oltre 100 presenze. Nel 2004 si trasferisce a parametro zero al Preston North End.

#### Nazionale
Dal 1998 Davidson ha raggiunto numerose presenze con la nazionale scozzese.

### Allenatore
Nella stagione 2020-2021, alla sua prima vera annata come allenatore, vince due trofei (la Coppa di Scozia e la Coppa di Lega scozzese) con il St. Johnstone.

## Statistiche

### Allenatore
Statistiche aggiornate al 7 giugno 2022.
| Stagione        | Squadra         | Campionato      | Campionato | Campionato | Campionato | Campionato | Coppe nazionali | Coppe nazionali | Coppe nazionali | Coppe nazionali | Coppe nazionali | Coppe continentali | Coppe continentali | Coppe continentali | Coppe continentali | Coppe continentali | Altre coppe | Altre coppe | Altre coppe | Altre coppe | Altre coppe | Totale | Totale | Totale | Totale | % Vittorie | Piazzamento |
| Stagione        | Squadra         | Comp            | G          | V          | N          | P          | Comp            | G               | V               | N               | P               | Comp               | G                  | V                  | N                  | P                  | Comp        | G           | V           | N           | P           | G      | V      | N      | P      | %          | Piazzamento |
| --------------- | --------------- | --------------- | ---------- | ---------- | ---------- | ---------- | --------------- | --------------- | --------------- | --------------- | --------------- | ------------------ | ------------------ | ------------------ | ------------------ | ------------------ | ----------- | ----------- | ----------- | ----------- | ----------- | ------ | ------ | ------ | ------ | ---------- | ----------- |
| 2020-2021       | St. Johnstone   | SP              | 38         | 11         | 12         | 15         | SC+CdL          | 5+8             | 4+6             | 1+2             | 0+0             | -                  | -                  | -                  | -                  | -                  | -           | -           | -           | -           | -           | 51     | 21     | 15     | 15     | 41,18      | 5º          |
| 2021-2022       | St. Johnstone   | SP              | 38+2       | 8+1        | 11+1       | 19+0       | SC+CdL          | 1+3             | 0+1             | 1+1             | 0+1             | UEL+UECL           | 2+2                | 0+0                | 1+1                | 1+1                | -           | -           | -           | -           | -           | 48     | 10     | 16     | 22     | 20,83      | 11º         |
| Totale carriera | Totale carriera | Totale carriera | 78         | 20         | 24         | 34         |                 | 17              | 11              | 5               | 1               |                    | 4                  | 0                  | 2                  | 2                  |             | -           | -           | -           | -           | 99     | 31     | 31     | 37     | 31,31      |             |

## Palmarès

### Giocatore

#### Competizioni nazionali
- Coppa di Scozia: 1

St. Johnstone: 2013-2014
- Scottish First Division: 1

St. Johnstone: 1997-1998

### Allenatore

#### Competizioni nazionali
- Coppa di Scozia: 1

St. Johnstone: 2020-2021
- Coppa di Lega scozzese: 1

St. Johnstone: 2020-2021